# Барабанщиков, Михаил Афанасьевич
Михаил Афанасьевич Барабанщиков (1695, Черкасск — не ранее 1775) — старшина Донского войска.

## Биография
Записанный в казаки в 1714 г. он почти уже не сходил с боевого поприща, участвуя во многих походах донцов этого периода. В 1717 г. Барабанщиков участвовал в поражении кубанского салтана Бахты-Гирея на речке Бердах, а в 1724 г. в преследовании Дундук-Омбо (впоследствии калмыцкого хана), задумавшего бежать из России в Турцию; два года спустя, ловил разбойничавших по Волге запорожцев, и после ряда других мелких дел, явился в 1735 г. участником похода в Крым, где за мужество при истреблении, так называемых, Салтан-Макбетевских татарских аулов, был пожалован чином походного есаула. В турецкую войну 30-х годов, Барабанщиков находился во многих сражениях, в том числе: под Азовом (1736 г.), Очаковом (1737 г.), Бендерами (1738 г.) и Хотином (1739 г.); в 1741 г. явился в Финляндию к армии фельдмаршала Ласси и участвовал в победе при Вильманстранде.
В период 1747—1753 гг. он был одним из деятельнейших агентов в секретных разведываниях о неприятельских движениях в Крыму и на Кубани; в конце 1755 г. с отрядом казаков защищал от неприятельских нападений г. Черкасск; в 1757 г., избранный войсковым кругом старшиною, ходил с своим полком на поиски против крымских татар, и, действуя в течение следующих лет против татар и калмык, он выступил, наконец, участником в турецкой войне 1770 г. Последним выходом Барабанщикова на боевое поприще были действия его против Пугачева.